# 10371 Gigli
10371 Gigli è un asteroide della fascia principale. Scoperto nel 1995, presenta un'orbita caratterizzata da un semiasse maggiore pari a 2,3966381 UA e da un'eccentricità di 0,1646188, inclinata di 0,36078° rispetto all'eclittica.
L'asteroide è dedicato all'astronomo amatoriale italiano Paolo Gigli, fondatore dell'osservatorio Pian dei Termini.